# Ludwig Pösl
Ludwig Pösl (né le 20 août 1903 à Scheinfeld et mort le 12 avril 1945 à Schweinfurt) est un homme politique allemand (NSDAP). 

## Biographie
Après avoir fréquenté un lycée humaniste à Schweinfurt de 1913 à 1918, Pösl suit un apprentissage commercial de trois ans. De 1921 à 1932, il travaille comme commis commercial à Schweinfurt, Leipzig et Berlin. 
En 1920, il cofonde le groupe local de l'Association nationaliste allemande de protection et de défense à Schweinfurt. En 1924, il participe aux mesures partisanes nationalistes contre les Français qui ont alors pénétré dans la Ruhr. 
Le 1er janvier 1929, Pösl rejoint le NSDAP (numéro de membre 110 856) et est alors le premier chef de groupe local et, de début février 1930 à début octobre 1931, chef de district du parti à Schweinfurt. Dans les années 1930 à 1933, il assume lee rôle d'éditeur de la National-Stimme dans la presse du parti. De 1931 à 1937, il occupe également occupé le poste de député Gauleiter du NSDAP à Mainfranken. En tant que conseiller municipal à Schweinfurt de 1929 à 1933, Pösl occupe d'abord des fonctions publiques. En 1932, il est finalement élu membre du NSDAP au Parlement de l'État de Bavière, dont il est membre jusqu'à la dissolution de cet organe en octobre 1933. Il est condamné à un mois de prison en octobre 1931 pour diffamation contre le maire social-démocrate de Schweinfurt Benno Merkle et en mai 1932 pour une infraction similaire concernant le politicien bavarois Heinrich Leier, il est condamné à une petite amende ou à une peine de prison de substitution. 
Quelques semaines après la prise du pouvoir national-socialiste au printemps 1933, Pösl est nommé maire de la ville de Schweinfurt en avril 1933. Il est le plus jeune maire du Reich allemand. De mars 1936 jusqu'à la fin de la domination nazie au printemps 1945, Pösl est membre du Reichstag national-socialiste en tant que membre de la circonscription 26 (Franconie). Dans la SA, fin janvier 1942, il accède au grade de chef. 
Lorsque l'armée américaine est arrivée le 11 avril 1945, Pösl se comporte différemment de la plupart des responsables nazis occupant une position similaire, qui soit se cachent ou soit organisent la résistance. Il refuse plutôt d'impliquer Schweinfurt dans les combats et remet personnellement l'administration de la ville à l'armée américaine. Le même jour, Pösl se suicide en sautant par une fenêtre de l'école Goethe. La raison en est probablement la fausse nouvelle que sa femme s'est suicidée ainsi que ses deux enfants. 